# Рохус Глізе
Рохус Глізе (нім. Rochus Gliese; 6 січня 1891 — 22 грудня 1978) — німецький актор, режисер, художник-постановник ранніх фільмів 1910-х і 1920-х років. Він народився в Берліні, Німеччина.
Його найкраще пам'ятають за роботу, як артдиректора, над фільмом «Схід: Пісня двох людей». Більшість інших його фільмів не отримали широкої популярності. Його останній фільм як режисера був знятий в 1930 році («У гонитві за удачею»).
Рохус Глізе помер 22 грудня 1978 році в Берліні.

## Вибрана фільмографія
- Ґолем / Der Golem (1915)
- Голем і танцівниця / Der Golem und die Tänzerin (1917)
- Катерина Велика / Katharina die Große (1920)
- Ґолем, як він прийшов у світ / Der Golem, wie er in die Welt kam (1920)
- Боротьба за себе / Der Kampf ums Ich (1922)
- Пекуча таємниця / Das brennende Geheimnis (1923)
- Вигнання / Die Austreibung (1923)
- Фінанси великого герцога / Die Finanzen des Großherzogs (1924)
- Знайдена наречена / The Found Bride (1925)
- Рожевий діамант / The Pink Diamond (1926)
- Схід: Пісня двох людей / Sunrise: A Song of Two Humans (1927)
- У гонитві за удачею / Chasing Fortune (1930)